# Musiker
En musiker er en person der udøver eller fremfører musik ved hjælp af et musikinstrument. Der er mange måder at kategorisere musikere på. Først og fremmes kan man skelne mellem hvilket instrument musikeren mest bruger. Det er dog ikke altid nok. Man skelner også mellem musikgenrer. Der spilles eksempelvis på guitar i mange musikgenrer, men teknik og udtryksformer er meget forskellige i de forskellige genrer.
Nogle få musikere er multiinstrumentalister og mestrer flere instrumenter, men de fleste holder sig til en bestemt type instrumenter.
Nogle musikere har deres musikudøvelse som arbejde. Det er meget forskelligt, hvad en musiker kan tjene på sit fag. Enkelte kendte musikere er blevet meget velhavende som følge at deres optræden eller musikproduktion, men endnu flere kan ikke leve udelukkende som musikere og må have andet arbejde ved siden af. De såkaldte studiemusikere arbejder i orkester for solister, der vil indspille musik, men ikke har et fast orkester bag sig. Sessionmusikere bliver hyret til enkelte job eller arrangementer, f.eks. husbands på Tv-shows.